# Winton Motor Raceway

Mapa del circuito de Winton

El circuito de Winton es un autódromo ubicado en el poblado de Winton, estado de Victoria, Australia, 65 km al este de Shepparton y 180 km al noreste de Melbourne.
Se inauguró en 1961 con un trazado de 2.030 metros, y en 1997 se amplió a 3.000 metros. Ha albergado desde 1985 una fecha del Campeonato Australiano de Turismos (actual V8 Supercars), salvo en 1996 y 2005. También se han disputado fechas del Campeonato Australiano de Superturismos, la Fórmula Holden, el Campeonato Nacional de la CAMS y el Campeonato Australiano de Superbikes.